# Dunkelfüßige Waldspitzmaus

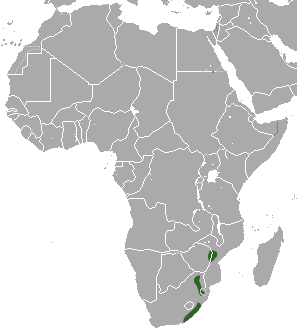
Verbreitungsgebiet der Dunkelfüßigen Waldspitzmaus

Die Dunkelfüßige Waldspitzmaus (Myosorex cafer) ist eine Art in der Gattung der Afrikanischen Waldspitzmäuse.

## Merkmale
Diese Spitzmaus wird mit Schwanz 101 bis 143 mm lang, die Schwanzlänge beträgt 30 bis 51 mm und das Gewicht liegt bei 10 bis 15 g. Sie hat 13 bis 16 mm lange Hinterfüße und 9 bis 12 mm lange Ohren. Verglichen mit der Südafrikanischen Waldspitzmaus (Myosorex varius) sind die Füße dunkler, was sich im deutschen Namen widerspiegelt. Auf der Oberseite kommt rotbraunes bis schwarzbraunes Fell vor, während die Unterseite von gelbbraunem Fell bedeckt ist. Der Schwanz hat eine dunkelbraune Farbe.

## Verbreitung
Die Dunkelfüßige Waldspitzmaus hat mehrere voneinander getrennte Populationen im Osten Simbabwes, in angrenzenden Bereichen Mosambiks, in Eswatini sowie im Osten Südafrikas. Sie lebt im Flachland und in Gebirgen bis 2000 Meter Höhe. Als Habitat dienen immergrüne und andere Wälder.

## Lebensweise
Die Tiere sind im Sommer vorwiegend nachtaktiv, während sie im Winter auch am Tage nach Nahrung suchen. Die Dunkelfüßige Waldspitzmaus hält sich meist in der Nähe von Wasserläufen auf und frisst wirbellose Tiere sowie gelegentlich Pflanzenteile. Ein aufgefundenes kugelförmiges Nest aus Gras stammte vermutlich von dieser Art. Die Spitzmaus wird von Schleiereulen gejagt. Trächtige Weibchen wurden meist im Frühling und Herbst registriert. Die Anzahl der Embryonen war meist 2–3 und selten bis zu 5.

## Status
Waldrodungen stellen regional eine Bedrohung für den Bestand dar. Allgemein wird die Art von der IUCN als nicht gefährdet (Least Concern) gelistet.